# Guillén Ramón de Moncada y Portocarrero
Guillén Ramón de Moncada y Portocarrero, VI marqués de Aytona  (Madrid, 23 de diciembre de 1671-Valencia, 5 de febrero de 1727), fue un noble y militar español.

## Biografía
Nacido en Madrid, fue hijo de Miguel Francisco de Moncada y Silva, V marqués de Aytona, y Luisa Feliciana Portocarrero, X condesa de Medellín.
A la muerte de su padre en 1674, heredó los marquesados de Aytona y de Puebla de Castro, el condado de Osona y los vizcondados de Bas y Cabrera. Posteriormente, heredó de su madre los condados de Medellín, Alcoutim y de Valenza y Valladares, el ducado de Camiña y el marquesado de Villa Real (1705).
Casó con Ana María de Benavides y Aragón y, en segundas nupcias, con la condesa de Lemos, Rosa María de Castro y Portugal.
Fue, además, gran senescal y maestre racional de Cataluña y comendador de la Fresneda.